# Morozko (film)
Pour plus de détails, voir Fiche technique et Distribution.
Morozko (Морозко) est un film soviétique réalisé par Alexandre Rou, sorti en 1964.
Le film est inspiré par le conte merveilleux traditionnel russe Morozko.

## Fiche technique
- Titre : Morozko
- Titre original : Морозко
- Réalisation : Alexandre Rou
- Scénario : Nikolaï Erdman, Mikhaïl Volpine (ru)
- Musique : Nikolaï Boudachkine (d'après Nikolaï Rimski-Korsakov)
- Photographie : Dmitri Sourenski
- Directeur artistique : Arseni Klopotovski
- Son : Anatoli Dikane
- Costumes : Evgueni Galeï
- Maquillage : Anatoli Ivanov
- Musique : Orchestre symphonique d'État de l'URSS pour l'art cinématographique
- Chef d'orchestre : David Stillman
- Producteur exécutif : Vladimir Tchaïka
- Production : Gorki Film Studio
- Format : Mono - Couleur - 1.33 : 1 - 35 mm
- Pays :  Union soviétique
- Genre : Comédie et fantastique
- Durée : 84 minutes
- Langue : russe
- Sortie : 1964

## Distribution
- Edouard Izotov (en) : Ivan
- Natalia Sedykh : Nastenka
- Alexandre Khvylia : Grand-père Frimas
- Inna Tchourikova : Marfouchka, belle-sœur de Nastenka
- Pavel Pavlenko (ru) : père de Nastenka
- Vera Altaïskaïa (ru) : mère de Marfouchka
- Gueorgui Milliar : Baba Yaga
- Anatoli Koubatski : chef des brigands
- Valentin Bryleïev (ru) : fiancé
- Tatiana Peltzer : mère du fiancé
- Tatiana Barycheva (ru) : marieuse
- Varvara Popova (ru) : vieille aveugle
- Zinaïda Vorkul (ru) : mère d'Ivan
- Anastasia Zouïeva : conteuse
- Natalia Zorina (ru) : paysanne
- Klavdia Kozlenkova (ru) : paysanne
- Lev Potemkine (ru) : brigand
- Youri Tchekoulaïev (ru) : brigand

## Commentaires
Une version comportant une nouvelle piste-son (Jack Frost) est sortie aux États-Unis en 1966.